# La Grosse Décharge Est
Pour les articles homonymes, voir Grosse Décharge.
La Grosse Décharge Est est un affluent de la rive nord de La Grosse Décharge Ouest, coulant entièrement dans la ville de Baie-Saint-Paul, dans la municipalité régionale de comté (MRC) de Charlevoix, dans la région administrative de la Capitale-Nationale, dans la province de Québec, au Canada.
Cette vallée est surtout desservie par des routes forestières secondaires qui se relient au chemin du Séminaire lequel longe le côté sud de La Grosse Décharge Ouest. La sylviculture constitue la principale activité économique de cette vallée ; les activités récréotouristiques, en second.
La surface de La Grosse Décharge Est est généralement gelée du début de décembre jusqu'au début d'avril ; toutefois la circulation sécuritaire sur la glace se fait généralement de la mi-décembre jusqu'à la fin mars. Le niveau de l'eau de la rivière varie selon les saisons et les précipitations ; la crue printanière survient généralement en avril.

## Géographie
La Grosse Décharge Est prend sa source à l'embouchure d'un tout petit lac (longueur : une centaine de mètres ; altitude : 673 m). Ce lac est enclavé entre les montagnes dont un sommet atteint 767 m à 2,1 km au nord-est ; un autre sommet atteint 971 m à 1,7 km au sud-ouest. L'embouchure de ce lac est située à :
- 9,1 km à l'Est de la limite de Baie-Saint-Paul et du territoire non organisé de Lac-Jacques-Cartier ;
- 6,9 km à l'est du cours de la rivière Sainte-Anne ;
- 14,7 km à l'ouest de l'embouchure de la rivière des Mares (confluence avec la rivière du Gouffre) ;
- 17,0 km à l'ouest du centre-ville de Baie-Saint-Paul[2].

À partir de sa source, le cours de La Grosse Décharge Est descend de la montagne sur 6,5 km avec une dénivellation de 249 m, selon les segments suivants :
- 3,5 km vers le sud-est en dévalant la montagne dans une vallée encaissée en traversant en milieu de segment un petit lac (longueur : 0,3 km ; altitude : 586 m), jusqu'à un ruisseau (venant du nord) ;
- 3,0 km d'abord en formant un crochet vers le sud, puis vers le sud-est dans une vallée encaissée, jusqu'à son embouchure[2].

La Grosse Décharge Est se déverse sur la rive nord de La Grosse Décharge Ouest dans Baie-Saint-Paul. Cette embouchure est située à :
- 1,1 km au nord-est de la route forestière ;
- 4,3 km au nord-ouest du centre du village de Saint-Placide-Nord
- 11,2 km à l'ouest du centre-ville de Baie-Saint-Paul ;
- 12,9 km au nord-ouest de la confluence de la rivière du Gouffre et du fleuve Saint-Laurent[2].

À partir de l'embouchure de La Grosse Décharge Est, le courant descend successivement sur 0,9 km le cours de la Grosse Décharge Ouest ; sur 11,8 km le cours de la rivière des Mares ; puis sur 7,8 km avec une dénivellation de 15 m en suivant le cours de la rivière du Gouffre laquelle se déverse à Baie-Saint-Paul dans le fleuve Saint-Laurent.

## Toponymie
Cette désignation toponymique parait sur la carte « Domaine forestier du Séminaire de Québec », 1955-01.[réf. nécessaire]
Le toponyme « La Grosse Décharge Est» a été officialisé le 25 mars 1997 à la Banque des noms de lieux de la Commission de toponymie du Québec.